# Осоргин, Михаил Андреевич
Михаи́л Андре́евич Осорги́н (настоящая фамилия Ильи́н, 7 [19] октября 1878 или 19 сентября 1878, Пермь — 27 ноября 1942, Шабри) — русский писатель, журналист, переводчик, автор мемуаров, эссеист, адвокат; один из деятельных и активных масонов русской эмиграции, входил в число руководителей нескольких русских масонских лож во Франции.

## Биография
Михаил Андреевич Ильин родился в 1878 году в Перми в семье потомственных столбовых дворян. Фамилию «Осоргин» взял от бабушки. Отец, Андрей Фёдорович Ильин, выпускник юридического факультета Казанского университета, занимался проведением в жизнь на Урале крестьянских и судебных реформ Александра II; мать, Елена Александровна Ильина, (в девичестве Савина), выпускница Варшавского института благородных девиц, владела польским, французским, латинским и немецким языками; брат Сергей (умер в 1912 году) был местным журналистом и поэтом.
Во время учёбы в гимназии поместил в «Пермских губернских ведомостях» некролог своему классному надзирателю, а в «Журнале для всех» опубликовал рассказ «Отец» под псевдонимом Пермяк (1896). С тех пор считал себя писателем. После успешного окончания гимназии (1897) поступил на юридический факультет Московского университета. В студенческие годы продолжал печататься в уральских газетах и исполнял обязанности постоянного сотрудника «Пермских губернских ведомостей». Участвовал в студенческих волнениях и на год был выслан из Москвы в Пермь. Завершив образование (1902), стал помощником присяжного поверенного в Московской судебной палате и одновременно присяжным стряпчим при коммерческом суде, опекуном в сиротском суде, юрисконсультом Общества купеческих приказчиков и членом Общества попечительства о бедных. Тогда же написал книгу «Вознаграждение рабочих за несчастные случаи».
В 1903 году женился на дочери народовольца А. К. Маликова.
Критически относясь к самодержавию, столбовой дворянин по происхождению, интеллигент по роду занятий, фрондер и анархист по складу характера, Осоргин вступил в 1904 году в партию эсеров. Его привлекли интерес партии к крестьянству и земле, народнические традиции — на насилие отвечать насилием, на подавление свободы — террором, не исключая индивидуальный. Кроме того, социалисты-революционеры ценили личное бескорыстие, высокие нравственные принципы и осуждали карьеризм. На его квартире проходили заседания московского комитета партии, скрывались террористы. Активного участия в революции 1905 года Осоргин не принял, но в её подготовку был вовлечён. Сам он писал впоследствии, что в эсеровской партии был «незначащей пешкой, рядовым взволнованным интеллигентом, больше зрителем, чем участником». Во время революции 1905—1907 годов в его московской квартире и на даче устраивались явки, проводились заседания комитета партии социалистов-революционеров, редактировались и печатались воззвания, обсуждались партийные документы. Участвовал в московском вооружённом восстании 1905 года.
В декабре 1905 года Осоргин, принятый за опасного «баррикадиста», был арестован и полгода просидел в Таганской тюрьме, затем отпущен под залог. Он сразу уехал в Финляндию, а оттуда — через Данию, Германию, Швейцарию — в Италию и поселился близ Генуи, на вилле «Мария», где образовалась эмигрантская коммуна.

### Первая эмиграция
Первое изгнание продолжалось 10 лет. Писательским итогом стала книга «Очерки современной Италии» (1913). К этому же времени относится сотрудничество Осоргина с редакцией Энциклопедии Граната, которая указывала его в списке авторов перед началом каждого тома без инициала отчества (Осоргин М.) и с уточнением в скобках: «Рим».
Особое внимание писателя привлекал футуризм. Он с пониманием отнёсся к ранним, решительно настроенным футуристам. Работа Осоргина в итальянском футуризме имела в России значительный резонанс. Ему доверяли как блестящему знатоку Италии, к его суждениям прислушивались.
В 1912 году для женитьбы на адвокате Рахили Григорьевне (Гиршевне) Гинцберг (1885, Киев — 1957, Тель-Авив), дочери литератора Ушера Исаевича Гинцберга (публиковавшегося под псевдонимом Ахад-ха-Ам), принял иудаизм (брак распался в 1923 году уже в Германии, и Р. Г. Осоргина-Гинцберг повторно вышла замуж за художника и журналиста Н. В. Макеева).
Из Италии он дважды выезжал на Балканы и путешествовал по Болгарии, Черногории и Сербии. В 1911 году Осоргин печатно объявил о своём отходе от партии эсеров, а в 1914 году стал масоном. Он утверждал верховенство высших этических принципов над партийными интересами, признавая лишь кровную связь всего живого, подчёркивая значение биологического фактора в жизни человека. В отношениях с людьми выше всего ставил не совпадение идейных убеждений, а человеческую близость, основанную на благородстве, независимости и бескорыстии. Современники, хорошо знавшие Осоргина (например, Б. Зайцев, М. Алданов), отмечали эти его качества, не забывая упомянуть о мягкой, тонкой душе, об артистичности и изяществе облика.
С началом Первой мировой войны Осоргин сильно затосковал по России. Хотя связей с Родиной он не прекращал (был заграничным корреспондентом «Русских ведомостей», публиковался в журналах, например в «Вестнике Европы»), но осуществлять их было труднее.

### Возвращение в Россию
Полулегально Осоргин возвращается в Россию уже в июле 1916 года, проехав через Францию, Англию, Норвегию и Швецию. С августа 1916 жил в Москве. Один из организаторов Всероссийского союза журналистов и его председатель (с 1917) и товарищ председателя Московского отделения Союза писателей. Сотрудник «Русских ведомостей».
После Февральской революции 1917 года входил в комиссию по разработке архивов и политических дел в Москве, работавшую с архивом Московского охранного отделения. Осоргин принял Февральскую революцию 1917 года. Он стал широко печататься в журнале «Голос минувшего», в газетах «Народный социалист», «Луч правды», «Родина», «Власть народа» вёл текущую хронику и редактировал приложение «Понедельник».
Участвуя в разборе документов московской охранки, он опубликовал брошюру «Охранное отделение и его секреты» (1917). Тогда же подготовил к изданию сборники рассказов и очерков «Призраки» (1917) и «Сказки и несказки» (1918).
После Октябрьской революции 1917 года выступал против политики большевиков.
В 1918 году вместе с другими писателями и поэтами, в числе которых был давний друг Н. Бердяев, открыл знаменитую «Книжную лавку писателей» в Москве. Она просуществовала до 1922 года и стала своеобразным приютом интеллигенции в годы революционной разрухи.
В 1919 году был арестован, освобождён по ходатайству Союза писателей и Ю. К. Балтрушайтиса.
В 1921 году работал в Комиссии помощи голодающим при ВЦИК (Всероссийский комитет помощи голодающим «Помгол»), был редактором издаваемого ею бюллетеня «Помощь». В августе 1921 года Осоргин был арестован вместе с некоторыми членами комиссии, но благодаря вмешательству Фритьофа Нансена их освободили, однако писатель был выслан в Казань. Там он провел зиму 1921—1922 годов, редактируя «Литературную газету», затем вернулся в Москву.
Осоргин продолжал публиковать сказки для детей и рассказы. По просьбе Е. Б. Вахтангова перевёл с итальянского языка пьесу К. Гоцци «Турандот» (изд. 1923); опубликовал переводы пьес К. Гольдони.
Осенью 1922 года он с группой оппозиционно настроенных представителей российской интеллигенции (таких как Н. Бердяев, Н. Лосский и других) был на так называемом философском пароходе выслан из СССР. Троцкий в интервью иностранному корреспонденту выразился так: «Мы этих людей выслали потому, что расстрелять их не было повода, а терпеть было невозможно».
Из «Постановления Политбюро ЦК РКП(б) об утверждении списка высылаемых из России интеллигентов»:
57. Осоргин Михаил Андреевич. Правый кадет, несомненно, антисоветского направления. Сотрудник «Русских ведомостей». Редактор газеты «Прокукиша». Его книги издаются в Латвии и Эстонии. Есть основание думать, что поддерживает связь с заграницей. Комиссия с участием т. Богданова и др. за высылку.

### Вторая эмиграция
Эмигрантская жизнь Осоргина началась в Берлине, где он провёл год. С 1923 года окончательно поселился в Париже. Публиковал свои работы в газетах «Дни», «Последние новости». Жизнь Осоргина в эмиграции была трудной: он стал противником всех и всяческих политических доктрин, превыше всего ценил свободу, а российская эмиграция была очень политизирована.
Осенью 1926 года женился на Татьяне Бакуниной.
Как писатель Осоргин стал известен ещё в России, но слава пришла к нему в эмиграции, где были опубликованы его лучшие книги. «Сивцев Вражек» (1928), «Повесть о сестре» (1931), «Свидетель истории» (1932), «Книга о концах» (1935), «Вольный каменщик» (1937), «Повесть о некоей девице» (1938), сборники рассказов «Там, где был счастлив» (1928), «Чудо на озере» (1931), «Происшествия Зелёного мира» (1938), воспоминания «Времена» (1955).
Сохранял советское гражданство до 1937 года, после чего жил без паспорта, французского гражданства не получил.

### Начало войны и смерть
С началом Второй мировой войны жизнь Осоргина круто изменилась. В июне 1940 года, после наступления немцев и оккупации части французской территории, Осоргин с женой бежали из Парижа. Они поселились в Шабри, на том берегу реки Шер, который не был занят немцами. Там Осоргин написал книгу «В тихом местечке Франции» (1940) и «Письма о незначительном» (опубликована в 1952). Осудив войну, писатель размышлял о гибели культуры, предупреждал об опасности возвращения человечества в средневековье, скорбел о непоправимом ущербе, который может быть нанесен духовным ценностям. Вместе с тем он твёрдо стоял за право человека на свободу личности. В «Письмах о незначительном» писатель провидел новую катастрофу: «Когда война закончится, — писал Осоргин, — весь мир будет готовиться к новой войне».
Там же, в Шабри, 27 ноября 1942 года скончался и был похоронен.

## Творчество
В 1928 году Осоргин создал свой самый знаменитый роман-хронику «Сивцев Вражек». В центре произведения — история старого отставного профессора орнитологии Ивана Александровича и его внучки Татьяны, превращающейся из маленькой девочки в девушку-невесту. Хроникальный характер повествования проявляется в том, что события не выстроены в одну сюжетную линию, а просто следуют друг за другом. Центр художественной структуры романа — дом на старой московской улице. Дом профессора-орнитолога — это микрокосм, подобный в своем строении макрокосму — Вселенной и Солнечной системе. В нём тоже горит своё маленькое солнце — настольная лампа в кабинете старика. В романе писатель стремился показать относительность великого и ничтожного в бытии. Бытие мира в конечном счете определяется для Осоргина таинственной, безличной и внеморальной игрой космологических и биологических сил. Для земли движущая, живительная сила — это Солнце.
Все творчество Осоргина пронизывали две задушевные мысли: страстная любовь к природе, пристальное внимание ко всему живущему на земле и привязанность к миру обыкновенных, незаметных вещей. Первая мысль легла в основу очерков, печатавшихся в «Последних новостях» за подписью «Обыватель» и составивших книгу «Происшествия зелёного мира» (София, 1938). Очеркам присущ глубокий драматизм: на чужой земле автор превращался из «любовника природы» в «огородного чудака», протест против технотронной цивилизации соединялся с бессильным протестом против изгнанничества. Воплощением второй мысли явилось библиофильство и коллекционирование. Осоргин собрал богатейшую коллекцию русских изданий, с которыми знакомил читателя в цикле «Записки старого книгоеда» (окт. 1928 — янв. 1934), в серии «старинных» (исторических) рассказов, вызывавших нередко нападки из монархического лагеря за непочтение к императорской фамилии и особенно к церкви.
В своих двадцати книгах (из них пять романов) Осоргин сочетает нравственно-философские устремления с умением вести повествование, следуя традиции И. Гончарова, И. Тургенева и Л. Толстого. Это сочетается с любовью к некоторому экспериментированию в области повествовательной техники: так, в романе «Сивцев Вражек» он выстраивает череду отдельных глав об очень разных людях, а также о животных. <…> Осоргин — автор нескольких автобиографических книг, которые располагают к себе скромностью автора и его жизненной позицией порядочного человека.
Все сохранившиеся масонские сочинения М. А. Осоргина были опубликованы Серковым А. И.

## В масонстве
Посвящён по рекомендации Крахмальникова в 1914 году в ложе «Venti Settembre» Великой ложи Италии.
Регуляризирован и присоединён в ложе «Северная звезда» 4 марта (6 мая) 1925 года по рекомендации Б. Миркина-Гецевича. Возведён во 2-ю и 3-ю степени 8 (1) апреля 1925 года. Второй эксперт с 3 ноября 1926 года. Великий эксперт с 30 ноября 1927 по 1929 годы. Оратор с 6 ноября 1930 по 1932 годы и в 1935—1937 годах. Первый страж с 1931 по 1934 годы и с 7 октября 1937 по 1938 годы. Также библиотекарь ложи в 1934—1936 годах, и с 27 сентября 1938 года. Досточтимый мастер с 6 ноября 1938 по 1940 год.
С 1925 по 1940 год активно участвовал в деятельности нескольких лож, работающих под эгидой Великого востока Франции. Был одним из основателей и входил в состав лож «Северная звезда» и «Свободная Россия».
Михаил Андреевич — основатель ложи «Северные братья», был её досточтимым мастером со дня основания по 11 апреля 1938 год. Ложа работала с октября 1931 по апрель 1932 года как узкая масонская группа, с 17 ноября 1932 года — как учебная группа. Акт учреждения подписан 12 ноября 1934 года. Работала независимо от существующих масонских послушаний по Древнему и принятому шотландскому уставу. С 9 октября 1933 по 24 апреля 1939 года провела 150 собраний, затем прекратила свою деятельность. Первоначально собрания проводились на квартире М. А. Осоргина по понедельникам, после 101-го собрания — на других квартирах.
Занимал ряд офицерских должностей в ложе, был досточтимым мастером (наивысшая офицерская должность в ложе). Был весьма уважаемым и достойным братом внесшим большой вклад в развитие русского масонства во Франции.
Михаил Андреевич являлся членом Капитула «Северная звезда» (4°-18°) Великой коллегии шотландского ритуала.
Возведён в 18° 15 декабря 1931 года. Эксперт в 1932 году. Член капитула по 1938 год.
Весьма характерным примером глубокого знания масонства служит произведение Осоргина «Вольный каменщик», в котором Михаил Андреевич обозначил основные направления в работе масонства и масонов. Юмор, присущий автору, пронизывает это произведение от первой до последней страницы.

### Издания в СССР и РФ
- Осоргин М. А. Заметки старого книгоеда / Составление, вступительная статья и примечания О. Ласунского. — М.: Книга, 1989. — 287 с.: ил. — ISBN 5-212-00111-0.
- Осоргин М. А. Времена: Автобиографическое повествование. Романы. — М.: Современник, 1989. — 624 с. — (Из наследия). — 100 000 экз. — ISBN 5-270-00813-0.
- Осоргин М. А. Сивцев Вражек: Роман. Повесть. Рассказы. — М.: Московский рабочий, 1990. — 704 с. — (Литературная летопись Москвы). — 150 000 экз. — ISBN 5-239-00627-X.
- Осоргин М. А. Воспоминания; Повесть о сестре / Составление, вступительная статья и примечания О. Г. Ласунского.— Воронеж: Изд-во Воронеж. ун-та, 1992.— 412: портр. ISBN 5-7455-0475-7
- Осоргин М. А. Собрание сочинений. Т. 1. Сивцев Вражек: Роман. Повесть о сестре. Рассказы / Составление, предисловие, комментарии О. Ю. Авдеевой. — М.: Московский рабочий; НПК «Интелвак», 1999. — 542 с. — ISBN 5-239-01984-3
- Осоргин М. А. Собрание сочинений. Т. 2. Старинные рассказы / Составление, предисловие О. Ю. Авдеевой. Комментарии О. Ю. Авдеевой и А. И. Серкова. — М.: Московский рабочий; НПК «Интелвак», 1999. — 560 с. — ISBN 5-239-01983-5.
- Осоргин М. А. Свидетель истории. Книга о концах. М.: Интелвак, 2003.
- Осоргин М. А. Времена. Происшествия зелёного мира. М.: Интелвак, 2005.
- Осоргин М. А. В тихом местечке Франции. Письма о незначительном. М.: Интелвак, 2005.
- Осоргин М. А. Заметки старого книгоеда. Воспоминания. М.: Интелвак, 2007. ISBN 978-5-93264-056-2